# Memo Rojas
Guillermo Miguel Ángel Rojas Jr. (Ciudad de México, México, 18 de agosto de 1981) es un expiloto de automovilismo mexicano. Compitió desde 2007 hasta 2014 para el equipo Chip Ganassi Racing de la categoría de resistencia Rolex Sports Car Series y United SportsCar Championship. 
Fue campeón cuatro veces en 2008, 2010, 2011 y 2012, y subcampeón en 2009 y 2013. Ha obtenido 28 victorias y 60 podios en dicha categoría, triunfando en las 24 Horas de Daytona de 2008, 2011 y 2013, las 6 Horas de Watkins Glen de 2008, 2009 y 2010, así como las 12 Horas de Sebring en 2014. Además, fue dos veces campeón de la European Le Mans Series (2017 y 2019). Es el primer piloto mexicano en ganar un importante campeonato estadounidense de carreras.[cita requerida]
En 2023, Rojas se retiró del Campeonato Mundial de Resistencia de la FIA con Alpine Elf Team.

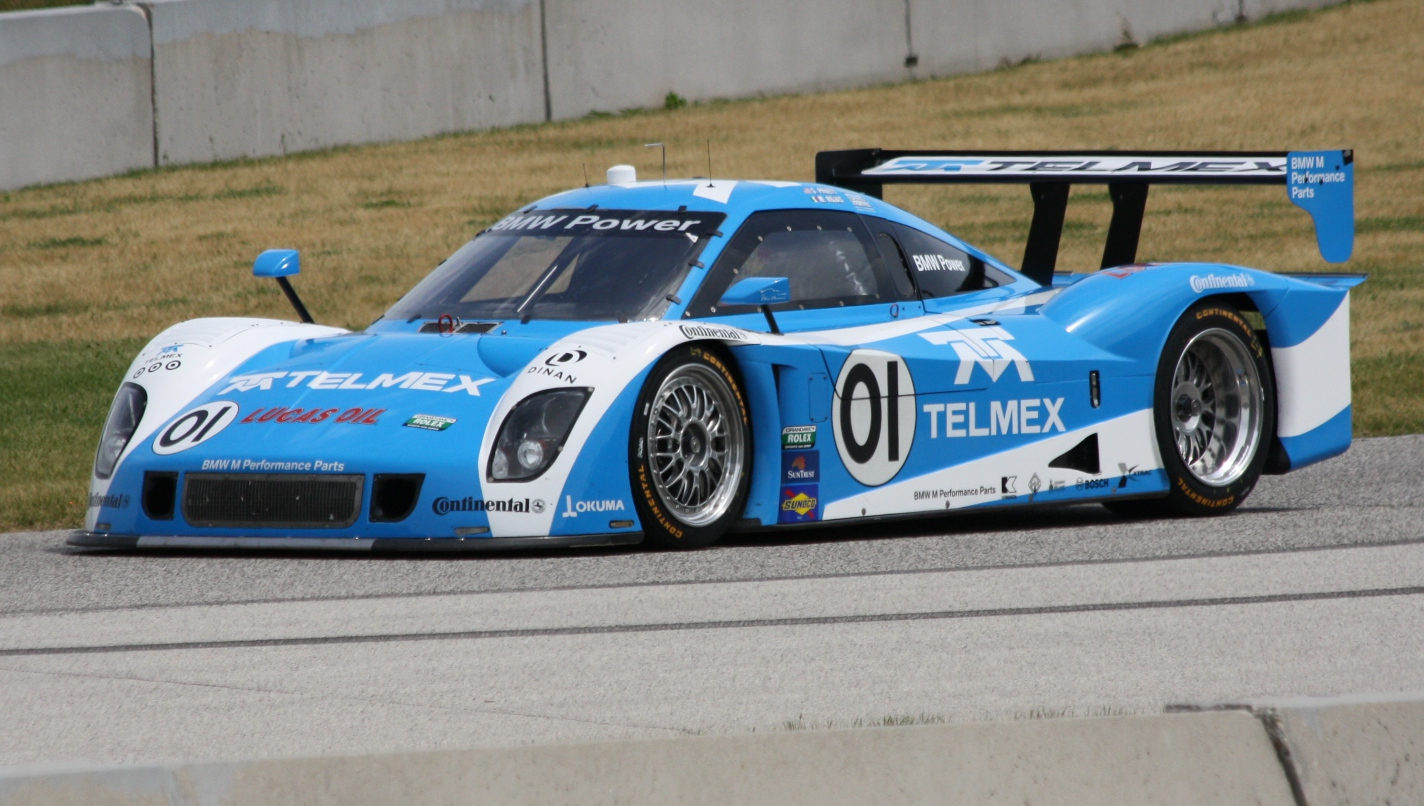
Memo Rojas en Road America en 2012

## Carrera deportiva

### Inicios
Rojas comenzó su carrera deportiva en 1993 en las carreras de karts; fue campeón nacional en 1995. En 1996 estuvo en Fórmula 2 Mexicana, y en 1997 en la Fórmula 3 Mexicana, donde fue subcampeón en 1997 y 1998.
En el 2000, Rojas  pasó dos años compitiendo en el Campeonato Nacional U.S. F2000 de Estados Unidos, antes de pasar a la Barber Pro Series para las temporadas 2002 y 2003, logrando dos victorias durante su tiempo en la serie, y resultó subcampeón en 2003. Luego, ascendió a la Formula Renault V6 Eurocup con DAMS en 2004, logrando dos resultados entre los cinco primeros en el transcurso del año. 
En 2005 regresó a los Estados Unidos, compitiendo en el Atlantic Championship en una sola carrera en el circuito parque Fundidora en Monterrey. 

### Grand-Am/IMSA

#### Chip Ganassi
Rojas pasó a las carreras de resistencia, con una Riley Lexus del equipo Chip Ganassi en el Grand-Am Rolex Sports Car Series. Acumuló una victoria, y siete podios, para finalizar cuarto en la tabla de pilotos de la clase Prototipos Daytona. 
Luego, teniendo como compañero a Scott Pruett, luego ambos se consagrarían campeones en 2008 y subcampeones en 2009 con el Riley Lexus, y con un Riley BMW, volverían a salir campeones en 2010, 2011 y 2012, y subcampeones en 2009 y 2013. La dupla cosechó 26 victorias en la categoría, de las cuales se destacan tres en las 24 Horas de Daytona de 2008, 2011 y 2013, tres en las 6 Horas de Watkins Glen de 2008, 2009 y 2010.

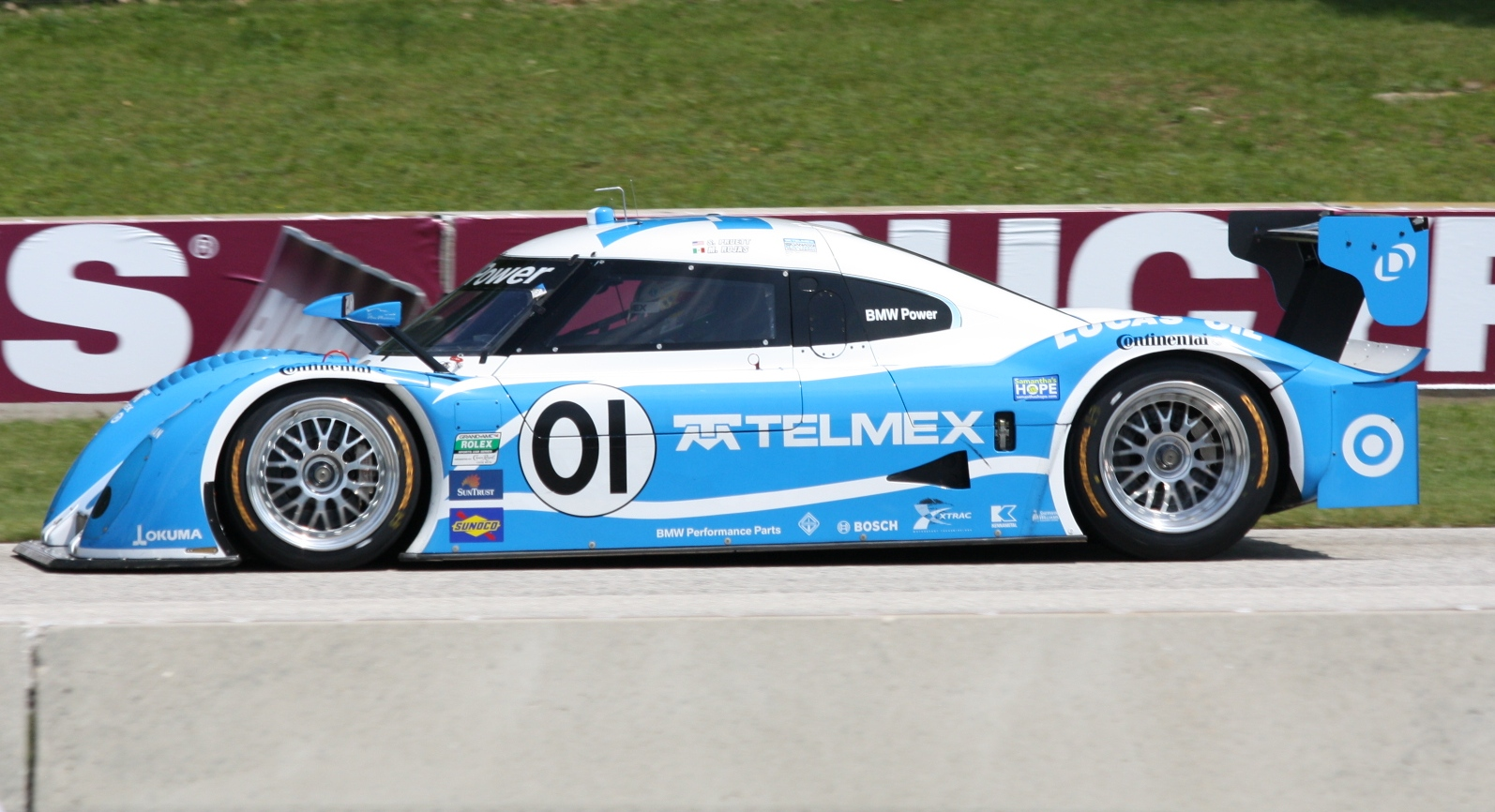
Año 2011 el prototipo 01 Grand-Am Daytona Prototype de Rojas y Scott Pruett

Chip Ganassi pasó a la United SportsCar Championship en 2014, categoría creada como resultado de la fusión de la Rolex Sports Car Series y de la American Le Mans Series. Con un Riley Ford, Rojas, junto a Pruett en la mayoría de las fechas, obtuvieron tres triunfos, incluyendo las 12 Horas de Sebring. Pero varios abandonos y una ausencia de una fecha por lesión, lo relegó al mexicano al noveno lugar general.
En las 12 Horas de Sebring de 2014, Memo Rojas Jr., del equipo Telmex Ganassi Riley Mk XXVI-Ford EcoBoost DP ganó la segunda ronda del nuevo WeatherTech SportsCar Championship por poco menos de cinco segundos cuando nueve autos en la clase de prototipos terminó en la vuelta del líder. Junto a sus copilotos Scott Pruett y Marino Franchitti, Rojas Jr., se convierte en el primer mexicano en lograr una victoria en las 12 Horas de Sebring.

#### DeltaWing

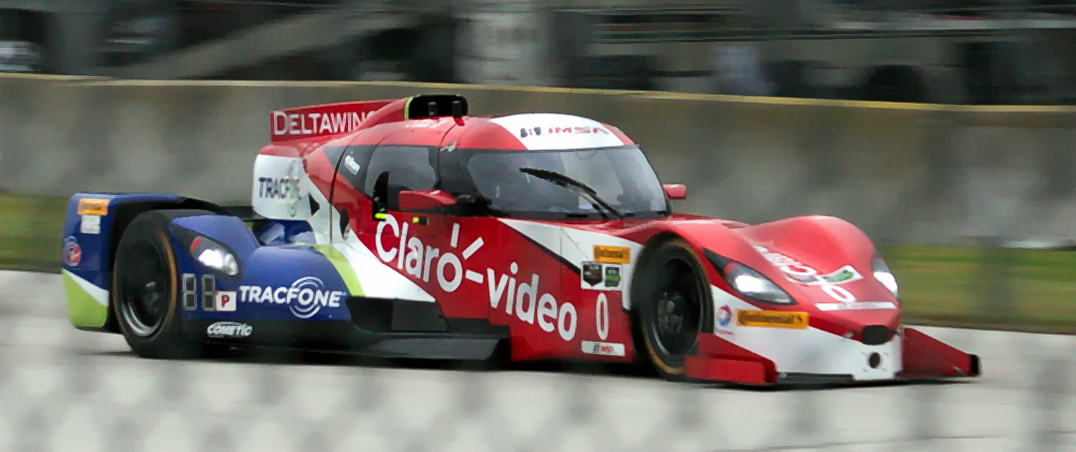
El Deltawing DWC13 en 2015.

En el WeatherTech SportsCar Championship 2015, Rojas se incorporó al equipo DeltaWing, para formar pareja con Katherine Legge. Arribaron a meta en solamente tres carreras en nueve apariciones, con un sexto puesto en Road America como mejor resultado. El equipo acabó octavo en el campeonato de pilotos de la clase de prototipos.

### ELMS
En 2016, el mexicano dejó al automovilismo estadounidense para unirse a la European Le Mans Series. En su estadia hasta 2022, ganó tres carreras y dos títulos. En 2017 fue campeón con Léo Roussel para G-Drive Racing, y en 2019 con Paul Lafargue y Paul-Loup Chatin para IDEC Sport.

### Retiro
Después de 31 años de trayectoria profesional, en diciembre de 2023 el piloto Memo Rojas, Jr., anunció su retiro de las pistas, tras una temporada en el Campeonato Mundial de Resistencia (LMP2) con Alpine Elf Team. El mexicano acumuló 34 triunfos en diferentes categorías internacionales, 14 pole positions y siete participaciones en las 24 Horas de Le Mans.  

## Otras actividades
Rojas prestó su voz en la versión hispanoamericana del film animado Cars 2, donde dio su voz a un automóvil de su mismo nombre y nacionalidad.
Su pasión por el automovilismo lo llevó a comenzar un podcast sobre F1, este en compañía de Alex Escalera y Munir, cada martes llevan un nuevo episodio en YouTube y Spotify.

## Resumen de carrera
| Temporada | Categoría                                          | Equipo                                  | Carreras | Victorias | Poles | VR | Podios | Puntos | Pos. |
| --------- | -------------------------------------------------- | --------------------------------------- | -------- | --------- | ----- | -- | ------ | ------ | ---- |
| 1996      | Formula Reynard México                             | N/A                                     | ?        | ?         | ?     | ?  | ?      | ?      | 4.º  |
| 1997      | Fórmula 3 Mexicana                                 | Motorcraft, Dynamic Motorsports         | 8        | 1         | 0     | 2  | 3      | 87     | 2.º  |
| 1998      | Fórmula 3 Mexicana                                 | N/A                                     | ?        | ?         | ?     | ?  | ?      | ?      | 3.º  |
| 1999      | Barber Dodge Pro Series                            | N/A                                     | 7        | 0         | 0     | 0  | 1      | 33     | 15.º |
| 2000      | Campeonato Nacional U.S. F2000                     | N/A                                     | 13       | 0         | 0     | 0  | 2      | 158    | 6.º  |
| 2001      | Campeonato Nacional U.S. F2000                     | Roquin Motorsports                      | 13       | 0         | 1     | 0  | 2      | 180    | 6.º  |
| 2002      | Barber Dodge Pro Series                            | N/A                                     | 10       | 0         | 0     | 1  | 3      | 95     | 5.º  |
| 2003      | Barber Dodge Pro Series                            | N/A                                     | 10       | 2         | 2     | 0  | 6      | 128    | 2.º  |
| 2004      | Formula Renault V6 Eurocup                         | Telmex-DAMS                             | 19       | 0         | 0     | 0  | 1      | 62     | 16.º |
| 2005      | Atlantic Championship                              | Brooks Associates Racing                | 1        | 0         | 0     | 0  | 0      | 17     | 18.º |
| 2007      | Rolex Sports Car Series - DP                       | Target Chip Ganassi Racing              | 14       | 1         | 0     | 0  | 7      | 381    | 4.º  |
| 2008      | Rolex Sports Car Series - DP                       | Chip Ganassi Racing                     | 14       | 6         | 1     | 0  | 8      | 408    | 1.º  |
| 2009      | Rolex Sports Car Series - DP                       | Chip Ganassi Racing                     | 12       | 2         | 3     | 0  | 8      | 331    | 2.º  |
| 2010      | Rolex Sports Car Series - DP                       | Chip Ganassi Racing                     | 12       | 9         | 4     | 0  | 11     | 372    | 1.º  |
| 2011      | Rolex Sports Car Series - DP                       | Chip Ganassi Racing                     | 12       | 5         | 0     | 0  | 10     | 385    | 1.º  |
| 2012      | Rolex Sports Car Series - DP                       | Chip Ganassi Racing                     | 13       | 2         | 0     | 0  | 8      | 379    | 1.º  |
| 2013      | Rolex Sports Car Series - DP                       | Chip Ganassi Racing                     | 12       | 2         | 1     | 0  | 7      | 326    | 2.º  |
| 2014      | United Sports Car Championship - Prototipo         | Chip Ganassi Racing                     | 11       | 3         | 0     | 0  | 6      | 285    | 6.º  |
| 2015      | United Sports Car Championship - Prototipo         | DeltaWing Racing Cars w/ Claro/TracFone | 9        | 0         | 0     | 0  | 0      | 207    | 8.º  |
| 2016      | European Le Mans Series - LMP2                     | Greaves Motorsport                      | 6        | 0         | 0     | 0  | 0      | 36     | 10.º |
| 2016      | 24 Horas de Le Mans - LMP2                         | Greaves Motorsport                      |          |           |       |    |        |        | 6.º  |
| 2016      | WeatherTech SportsCar Championship - GTLM          | Scuderia Corsa                          | 1        | 0         | 0     | 0  | 0      | 29     | 24.º |
| 2017      | European Le Mans Series - LMP2                     | G-Drive Racing                          | 6        | 1         | 0     | 0  | 5      | 110    | 1.º  |
| 2017      | 24 Horas de Le Mans - LMP2                         | G-Drive Racing                          |          |           |       |    |        |        | 17.º |
| 2018      | European Le Mans Series - LMP2                     | IDEC Sport                              | 6        | 0         | 0     | 0  | 2      | 64     | 4.º  |
| 2018      | 24 Horas de Le Mans - LMP2                         | IDEC Sport                              |          |           |       |    |        |        | DNF  |
| 2019      | European Le Mans Series - LMP2                     | IDEC Sport                              | 6        | 1         | 0     | 0  | 4      | 125    | 1.º  |
| 2019      | 24 Horas de Le Mans - LMP2                         | IDEC Sport                              |          |           |       |    |        |        | 5.º  |
| 2020      | European Le Mans Series - LMP2                     | DragonSpeed USA                         | 3        | 0         | 0     | 0  | 0      | 5.5    | 23.º |
| 2020      | 24 Horas de Le Mans - LMP2                         | DragonSpeed USA                         |          |           |       |    |        |        | DNF  |
| 2021      | European Le Mans Series - LMP2                     | Duqueine Team                           | 6        | 0         | 0     | 0  | 1      | 52     | 7.º  |
| 2021      | 24 Horas de Le Mans - LMP2                         | Duqueine Team                           |          |           |       |    |        |        | 9.º  |
| 2022      | European Le Mans Series - LMP2                     | Duqueine Team                           | 6        | 0         | 0     | 0  | 0      | 20     | 14.º |
| 2022      | 24 Horas de Le Mans - LMP2                         | Duqueine Team                           |          |           |       |    |        |        | 25.º |
| 2022      | Fórmula Ford México                                | N/A                                     | 3        | 0         | 1     | 0  | 2      | 0      | NC†  |
| 2023      | Campeonato Mundial de Resistencia de la FIA - LMP2 | Alpine Elf Team                         | 7        | 0         | 0     | 0  | 0      | 23     | 18.º |
| Fuente:   |                                                    |                                         |          |           |       |    |        |        |      |

## Resultados

### Grand-Am
| Año  | Equipo                                 | 1      | 2      | 3     | 4      | 5       | 6      | 7     | 8     | 9     | 10     | 11     | 12    | 13    | 14    | Pos. | Puntos |
| ---- | -------------------------------------- | ------ | ------ | ----- | ------ | ------- | ------ | ----- | ----- | ----- | ------ | ------ | ----- | ----- | ----- | ---- | ------ |
| 2007 | TELMEX Chip Ganassi with Felix Sabates | R24 21 | MEX 4  | MIA 3 | VIR 8  | MRY 2   | S6H 2  | MID 2 | DAY 6 | IOW 1 | BAR 5  | MON 5  | WGI 3 | SON 3 | MIL 9 | 4.º  | 381    |
| 2008 | Chip Ganassi with Felix Sabates        | R24 1  | MIA 1  | MEX 2 | VIR 1  | MRY 3   | S6H 1  | MID 8 | DAY 1 | BAR 1 | MON 5  | WGI 13 | SON 6 | NJP 9 | MIL 9 | 1.º  | 408    |
| 2009 | Chip Ganassi with Felix Sabates        | R24 2  | VIR 12 | NJP 9 | LAG 2  | S6H 1   | LEX 1  | DAY 7 | BAR 2 | WGI 2 | MON 10 | MIL 3  | MIA 2 |       |       | 2.º  | 331    |
| 2010 | Chip Ganassi with Felix Sabates        | R24 2  | MIA 1  | BAR 1 | VIR 1  | LIM 26  | S6H 1  | LEX 1 | DAY 1 | NJP 2 | WGI 1  | MON 1  | MIL 1 |       |       | 1.º  | 372    |
| 2011 | Chip Ganassi with Felix Sabates        | R24 1  | MIA 1  | BAR 1 | VIR 2  | LIM 7   | S6H 2  | ELK 1 | LAG 2 | NJP 1 | WGI 2  | MON 5  | LEX 2 |       |       | 1.º  | 385    |
| 2012 | Chip Ganassi with Felix Sabates        | R24 6  | BAR 3  | MIA 2 | NJP 10 | BEL 3   | LEX 2  | ELK 1 | S6H 4 | IMS 2 | WGI 3  | MON 1  | LAG 6 | LIM 7 |       | 1.º  | 355    |
| 2013 | Chip Ganassi with Felix Sabates        | R24 1  | TXS 3  | BAR 4 | ATL 1  | BEL 12♯ | LEX 11 | S6H 7 | IMS 2 | ELK 4 | KNS 2  | LAG 2  | LIM 3 |       |       | 2.º  | 326    |

### 24 Horas de Daytona
| Año  | Equipo                          | Coequiperos                                      | Auto                             | Neum. | Clase | Vueltas | Pos. | Pos. Clase |
| ---- | ------------------------------- | ------------------------------------------------ | -------------------------------- | ----- | ----- | ------- | ---- | ---------- |
| 2007 | Telmex Chip Ganassi Racing      | Scott Dixon Dan Wheldon                          | Riley Mk XI Lexus 5.0L V8        | P     | DP    | 538     | Ret  | Ret        |
| 2008 | Telmex Chip Ganassi Racing      | Scott Pruett Dario Franchitti Juan Pablo Montoya | Riley Mk XI Lexus 5.0L V8        | P     | DP    | 695     | 1.º  | 1.º        |
| 2009 | Telmex Chip Ganassi Racing      | Scott Pruett Juan Pablo Montoya                  | Riley Mk XI Lexus 5.0L V8        | C     | DP    | 735     | 2.º  | 2.º        |
| 2010 | Telmex Chip Ganassi Racing      | Scott Pruett Max Papis Justin Wilson             | Riley Mk XI BMW 5.0L V8          | C     | DP    | 755     | 2.º  | 2.º        |
| 2011 | Telmex Chip Ganassi Racing      | Scott Pruett Graham Rahal Joey Hand              | Riley Mk XX BMW 5.0L V8          | C     | DP    | 721     | 1.º  | 1.º        |
| 2012 | Telmex Chip Ganassi Racing      | Scott Pruett Graham Rahal Joey Hand              | Riley Mk XXVI BMW 5.0L V8        | C     | DP    | 757     | 6.º  | 6.º        |
| 2013 | Telmex Chip Ganassi Racing      | Scott Pruett Charlie Kimball Juan Pablo Montoya  | Riley Mk XXVI BMW 5.0L V8        | C     | DP    | 709     | 1.º  | 1.º        |
| 2014 | Telmex Chip Ganassi Racing      | Scott Pruett Jamie McMurray Sage Karam           | Riley Mk XXVI Ford 3.5L V6 Turbo | C     | P     | 610     | Ret  | Ret        |
| 2015 | Claro/Tracfone DeltaWing Racing | Katherine Legge Gabby Chaves Andy Meyrick        | Élan 1.9 L Turbo I4              | C     | P     | 42      | Ret  | Ret        |

### 12 Horas de Sebring
| Año  | Equipo                                    | Copilotos                      | Automóvil                        | Clase | Vueltas | Pos. | Pos. Clase |
| ---- | ----------------------------------------- | ------------------------------ | -------------------------------- | ----- | ------- | ---- | ---------- |
| 2014 | Telmex Chip Ganassi Racing                | Scott Pruett Marino Franchitti | Riley Mk XXVI-Ford 3.5L V6 Turbo | P     | 291     | 1.º  | 1.º        |
| 2015 | DeltaWing Racing Cars with Claro/TracFone | Katherine Legge Andy Meyrick   | DeltaWing DWC13                  | P     | 60      | Ret  | Ret        |

### 24 Horas de Le Mans
| Año     | Equipo             | Copilotos                        | Automóvil           | Clase | Vueltas | Pos. | Pos. Clase |
| ------- | ------------------ | -------------------------------- | ------------------- | ----- | ------- | ---- | ---------- |
| 2016    | Greaves Motorsport | Nathanaël Berthon Julien Canal   | Ligier JS P2-Nissan | LMP2  | 348     | 10.º | 6.º        |
| 2017    | G-Drive Racing     | Ryō Hirakawa José Gutiérrez      | Oreca 07-Gibson     | LMP2  | 327     | 39.º | 17.º       |
| 2018    | IDEC Sport         | Paul Lafargue Paul-Loup Chatin   | Oreca 07-Gibson     | LMP2  | 312     | DNF  | DNF        |
| 2019    | IDEC Sport         | Paul Lafargue Paul-Loup Chatin   | Oreca 07-Gibson     | LMP2  | 364     | 10.º | 5.º        |
| 2020    | DragonSpeed USA    | Timothé Buret Juan Pablo Montoya | Oreca 07-Gibson     | LMP2  | 192     | DNF  | DNF        |
| 2021    | Duqueine Team      | Tristan Gommendy René Binder     | Oreca 07-Gibson     | LMP2  | 357     | 14.º | 9.º        |
| 2022    | Duqueine Team      | Richard Bradley Reshad de Gerus  | Oreca 07-Gibson     | LMP2  | 326     | DNF  | DNF        |
| 2023    | Alpine Elf Team    | Olli Caldwell André Negrão       | Oreca 07-Gibson     | LMP2  | 323     | 19.º | 9.º        |
| Fuente: |                    |                                  |                     |       |         |      |            |

### European Le Mans Series (incompleto)
| Año  | Equipo             | Clase | 1     | 2     | 3     | 4     | 5      | 6       | Pos. | Puntos |
| ---- | ------------------ | ----- | ----- | ----- | ----- | ----- | ------ | ------- | ---- | ------ |
| 2016 | Greaves Motorsport | LMP2  | SIL 8 | IMO 8 | RBR 6 | LEC 6 | SPA 4  | EST Ret | 10.º | 36     |
| 2017 | G-Drive Racing     | LMP2  | SIL 2 | MON 1 | RBR 2 | LEC 2 | SPA 2  | EST 4   | 1.º  | 110    |
| 2018 | IDEC Sport         | LMP2  | LEC 7 | MNZ 3 | RBR 4 | SIL 3 | SPA 4‡ | ALG 6   | 4.º  | 64     |
| 2019 | IDEC Sport         | LMP2  | LEC 2 | MNZ 2 | CAT 5 | SIL 1 | SPA 5  | ALG 1   | 1.º  | 105    |

- ‡ Medios puntos otorgados cuando se completó menos del 75% de la distancia de la carrera.